# Grójec Wielki-Paza
Grójec Wielki-Paza – osada w Polsce, w województwie łódzkim, w powiecie sieradzkim, w gminie Złoczew.
Miejscowość została utworzona 1 stycznia 2025.